# بطولة الأندية الآسيوية 1970
بطولة الأندية الآسيوية 1970 هي النسخة الثالثة من منافسة كرة القدم الدولية السنوية للأندية والتي تقام في منطقة الاتحاد الآسيوي لكرة القدم (آسيا). فاز تاج طهران (استقلال) باللقب، بعد فوزه على نادي هبوعيل تل أبيب بنتيجة 2–1.

## النهائي
| تاج طهران                         | 2 – 1 | هبوعيل تل أبيب    |
| --------------------------------- | ----- | ----------------- |
| غلام وفاخواه 83' · مسعود ميني 92' |       | 69' يهيزكيل هازوم |